# ラ・バルセロネータ

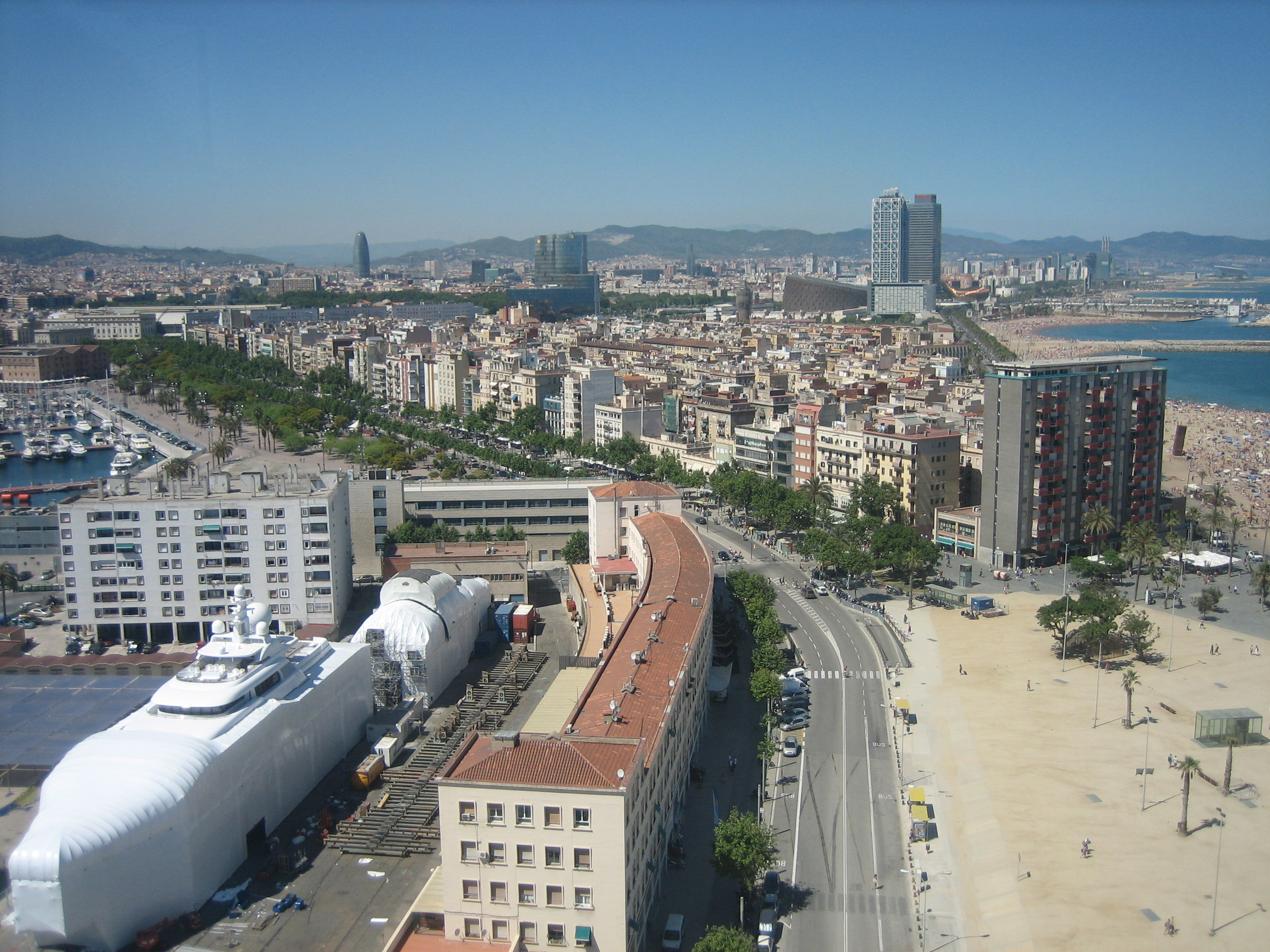
トーレ・ダ・サン・セバスティアから眺めたバルセロネータ

バルセロナにおけるバルセロネータの位置

ラ・バルセロネータ （La Barceloneta）は、スペイン、バルセロナ、シウタ・ベリャ区の地区の1つ。
18世紀、フェリペ5世がバルセロナ東部に要塞（跡地は現在のシウタデリャ公園）建設を命じた。強制退去させられたリベラ地区住民を住まわせるため、フランドル人技師プロスペル・ファン・フェルボームによって設計された。海岸と海に囲まれた三角形のかたちをしており、バルセロナ港のポルト・ベイ地区、フランサ駅、オリンピック港が近い。地区の都市構造は、直線の通りや規則的な家屋の並ぶ、啓蒙時代に行われた都市計画の良例である。
19世紀に入り産業革命が始まると工場が乱立する工業地帯となったが、現在はスポーツ施設や教育施設に変えられている。